# 9/11 Living Memorial Plaza
Мемориал жертвам терактов 11 сентября (ивр. האנדרטה לזכר קרבנות אסון מגדלי התאומים‎, англ. 9/11 Living Memorial Plaza) — кенотаф, расположенный в Иерусалиме, Израиль.
Кенотаф расположен в иерусалимском квартале Рамот. С площадки у обелиска открывается вид на главное кладбище города — Хар ха-Менухот.
Кенотаф имеет в высоту 9,14 метров (30 футов), он стоит в центре круглой площадки площадью 20 234 м² (5 акров). Сам обелиск представляет собой американский флаг, развевающийся и переходящий в язык пламени на конце. В основании флага присутствует кусок расплавленного металла от Всемирного торгового центра, его можно увидеть сквозь стекло. На металлической плите выбиты имена всех погибших в теракте 11 сентября — таким образом данный кенотаф с 2009 года по настоящее время является единственным в мире памятником за пределами США, на котором присутствуют все эти 2977 имён, включая пятерых граждан Израиля. Имена высечены таким образом, что создаётся впечатление, будто у этого списка нет ни начала, ни конца.
Автором скульптуры выступил художник Элизер Вайсхофф, строительство взял на себя Еврейский национальный фонд, оно обошлось более чем в 2 миллиона долларов. Церемония открытия состоялась 12 ноября 2009 года в присутствии посла США Джеймса Каннингема, членов израильского Кабинета министров и кнессета, членов семей погибших в том теракте. Изображение этого кенотафа вскоре появилось на израильских почтовых марках.